# Лидийский язык
Лиди́йский язы́к — один из вымерших анатолийских языков индоевропейской языковой семьи.
Был распространён на западе Малоазийского полуострова в 1 тысячелетии до н.э.

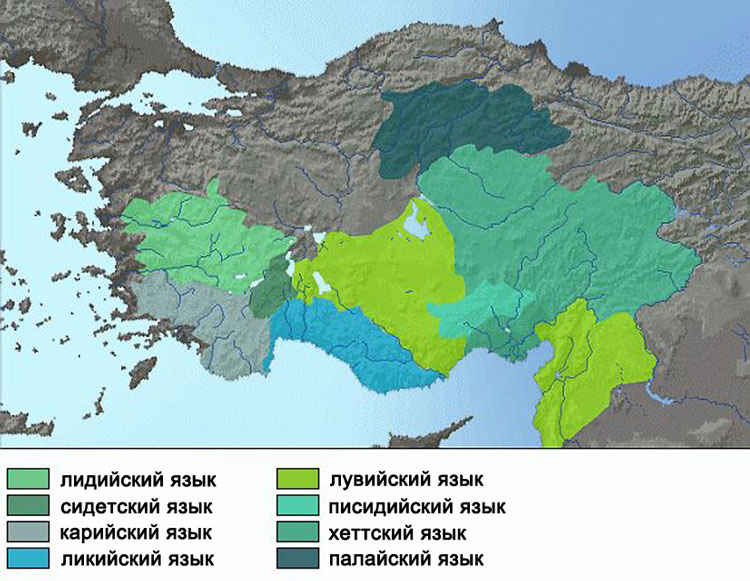
Лидийский среди других анатолийских языков

На этом языке сделаны погребальные, юридические и посвятительные надписи на обнаруженных на территории древней Лидии надгробных памятниках, печатях и монетах. По состоянию на 2013 год известно 114 лидийских надписей, включая одну лидийско-арамейскую билингву.
Согласно свидетельству Страбона, в I веке до н. э. на лидийском уже не говорили в самой Лидии, хотя он ещё сохранялся в городе Кибира. Лидийский алфавит, родственный греческому, дешифрован, восстановление словарного запаса языка и грамматики сдерживается малым объёмом и отрывочностью текстов. Наибольшие проблемы при анализе текстов вызывает семантика отдельных лексем.

## О названии
Название происходит от греческого обозначения Лидии — Λυδία, заимствованного из аккад. māt Luddu. Сами лидийцы называли свою страну по столице — Сарды (Śfard, аккад. Sapardu, др.-перс. Sparda, др.-греч. Σάρδεις). Кроме того, зафиксировано прилагательное śfardẽnt(i)- «лидийский».

## Классификация
Классификация лидийского языка в рамках анатолийской группы представляет большую сложность как из-за нехватки языкового материала, так и из-за наличия целого ряда собственно лидийских особенностей, отсутствующих в других анатолийских языках.

## Ареал
Основной массив находок с лидийскими надписями приходится на следующие города: Сарды, Кула, Менье, Мерсинли, Биркели, Эфес, Тирра, Магнесия, Смирна и Лариса.

## Письменность
Лидийский алфавит и варианты его интерпретации:
| №  | Буква | Транслитерация | Интерпретация Мелчерта | Интерпретация Жерара |
| -- | ----- | -------------- | ---------------------- | -------------------- |
| 1  | 𐤠     | a              | / a /                  | [ a ]                |
| 2  | 𐤡     | b              | / p /                  | [ p ]                |
| 3  | 𐤢     | g              | / k / / g /            | [ g ]                |
| 4  | 𐤣     | d              | / ð /                  | [ ð ]?               |
| 5  | 𐤤     | e              | / e /                  | [ eː ]               |
| 6  | 𐤥     | v, w           | / v /                  | [ w ], [ v ]?        |
| 7  | 𐤦     | i              | / i /                  | [ i ], [ e ]         |
| 8  | 𐤧     | y              | / i /                  | [ i ]                |
| 9  | 𐤨     | k              | / k /                  | [ k ], [ g ]         |
| 10 | 𐤩     | l              | / l /                  | [ l ]                |
| 11 | 𐤪     | m              | / m /                  | [ m ]                |
| 12 | 𐤫     | n              | / n /                  | [ n ]                |
| 13 | 𐤬     | o              | / o /                  | [ oː ]               |

| №  | Буква | Транслитерация | Интерпретация Мелчерта | Интерпретация Жерара |
| -- | ----- | -------------- | ---------------------- | -------------------- |
| 14 | 𐤭     | r              | / r /                  | [ r ]                |
| 15 | 𐤮     | ś              | / s /                  | [ s ]                |
| 16 | 𐤯     | t              | / t /                  | [ t ]                |
| 17 | 𐤰     | u              | / u /                  | [ u ]                |
| 18 | 𐤱     | f              | / f /                  | [ f ]                |
| 19 | 𐤲     | q              | / kʷ /                 | [ kʷ ]? [ kw ]?      |
| 20 | 𐤳     | s              | / ç /                  | [ ʃ ]?               |
| 21 | 𐤴     | τ              | / t͡s /                 | [ t͡ʃ ]?              |
| 22 | 𐤵     | ã              | / ãː /                 | [ ã ]?               |
| 23 | 𐤶     | ẽ              | / ã /                  | [ ẽ ]?               |
| 24 | 𐤷     | λ              | / ʎ /                  | [ ʎ ]                |
| 25 | 𐤸     | ν              |                        | [ ⁿ ]?               |
| 26 | 𐤹     | c              | / dz /                 | [ ts ]?              |

Лидийский алфавит похож на восточные варианты греческого алфавита и происходит от его ионического варианта или от общего с ионическим предка.
Писали лидийцы справа налево. В поздних текстах слова отделяются друг от друга, хоть и не всегда последовательно.

## Лингвистическая характеристика

### Фонетика и фонология
Ротовые гласные лидийского языка:
| Подъём  | Ряд      | Ряд     | Ряд    |
| Подъём  | Передний | Средний | Задний |
| ------- | -------- | ------- | ------ |
| Верхний | i        |         | u      |
| Средний | e        |         | o      |
| Нижний  |          | a       |        |

Гласный, транслитерируемый как y, вероятно, был аллофоном /i/ в безударной позиции и имел качество [ɪ], [ɨ] или [ə].
Кроме того, в лидийском имелось два носовых гласных, транслитерируемых обычно как ẽ и ã, чьё качество не вполне ясно.
Согласные лидийского языка:
| Способ артикуляции ↓     | Губно-губные             | Губно-зубные | Зубные                   | Альв.           | Палат. и постальвеол. | Заднеяз.                   |
| ------------------------ | ------------------------ | ------------ | ------------------------ | --------------- | --------------------- | -------------------------- |
| Взрывные                 | b (p, b)                 |              | t (t, d)                 |                 | c (tʲ, dʲ)            | k, g (k, g), q (kʷ или kw) |
| Носовые                  | m (m)                    |              | n (n)                    | ν (ɲ?)          |                       | ν (ŋ?)                     |
| Дрожащие                 |                          |              |                          | r (r)           | d (ɾ)                 |                            |
| Аффрикаты                |                          |              | τ (t͡s)?, c (t͡s? или d͡z?) | τ (t͡ʃ? или t͡ç?) |                       |                            |
| Фрикативные              | f (f или ɸ), w (v или β) |              | ś (s), c (z?), d (ð?)    |                 | s (ʃ или ç), d (ɮ?)   |                            |
| Скользящие аппроксиманты | w (ʋ или w)              |              |                          |                 |                       |                            |
| Боковые                  |                          |              |                          | l               | λ (ʎ?)                | λ (ʟ?)                     |

По всей видимости, звонкость-глухость не являлась фонологическим признаком для лидийских согласных, но, вероятно, звонкие аллофоны могли выступать после носовых и рядом с /r/.
Ударение было свободным.

### Морфология
В лидийском выделяют следующие части речи: имя существительное, имя прилагательное, местоимение, глагол, союз, частица, междометие. Числительные в дошедших до нас текстах не зафиксированы.

#### Имя
Имя существительное имеет два рода — общий или одушевлённый и средний или неодушевлённый. Высказывались предположения о наличии в лидийском женского рода, однако все примеры этого типа на самом деле относятся к собирательным pluralia tantum.

#### Местоимение
Из личных местоимений зафиксированы только amu «я» и bis «он, она».

#### Глагол
Глагол в лидийском языке обладает следующими категориями: лицо, число (единственное и множественное), время (настояще-будущее и прошедшее), залог (действительный и медиопассив). Формы единственного и множественного чисел не различаются в третьем лице. Из наклонений засвидетельствованы формы только изъявительного.
Зафиксированы следующие окончания настоящего времени:
|     | единственное число | множественное число |
| --- | ------------------ | ------------------- |
| 1-е | -w, -u             | -wν                 |
| 2-е | -s ?               |                     |
| 3-е | -d, -t             | -d, -t              |

Из окончаний прошедшего времени известны только -wν (1-е лицо мн. ч.) и -l (3-е лицо).

### Синтаксис
Обычный порядок слов в лидийском — SOV (подлежащее — дополнение — сказуемое). После первого ударного члена предложения мог ставиться ряд энклитик (закон Ваккернагеля).

## История изучения
Важнейшим вкладом в изучение лидийского языка стали труды Р. Гусмани, издавшего лидийские тексты, а также составившего грамматику и словарь. В дальнейшем лидийским занимались такие учёные, как О. Карруба, Г. Мелчерт, Р. Жерар и А. Рицца.